# Tadschikfilm
Tadschikfilm (russisch Таджикфильм; tadschikisch Тоҷикфилм) ist das älteste tadschikische Filmstudio.

## Geschichte
Es wurde im Jahr 1930 in Duschanbe unter dem Namen Tadschikkino gegründet und trägt den heutigen Namen seit 1961. Während der Zeit der Sowjetunion gehörte die Filmgesellschaft zu den erfolgreichen staatlichen Filmstudios. Zahlreiche bekannte Filmschaffende aus der gesamten Sowjetunion wirkten in Tadschikfilm-Produktionen mit, darunter etwa Erasm Karamjan,:723 Wladimir Jakowlewitsch Motyl, Kamil Jarmatow, Samariddin Sadijew, Bachtijor Chudoinasarow, Zaur Dakhte oder Ato Muhammaddschonow.

## Bekannte bei Tadschikfilm produzierte Filme
Zu den besten Filmen gehören::723
- 1963: Kinder des Pamirs
- 1971: Die Schlacht im Tal der weißen Tulpen[4] (tadschikisch Рустам ва Сӯҳроб, Rustam wa Suhrob, Verfilmung der Sage „Rostam und Sohrab“ aus dem Heldenepos „Schāhnāme“)
- 1976: Skasanie o Sijawusche (Sage über Siyawasch)
- 1985: Eine Nacht mit Scheherezade (И ещё одна ночь Шахерезады)
- 1987: Die neuen Märchen von Scheherezade (Новые сказки Шахерезады)
- 1988: Scheherezades letzte Nacht (Последняя ночь Шахерезады)
- 1990: Schabat[5]